# مسجد علی بن ابی‌طالب (آران و بیدگل)
مسجد علی ابن ابیطالب مربوط به دوره صفوی است و در آران و بیدگل، خیابان هلال ابن علی واقع شده و این اثر در تاریخ ۲ مرداد ۱۳۸۷ با شمارهٔ ثبت ۲۳۰۲۰ به‌عنوان یکی از آثار ملی ایران به ثبت رسیده است.